# Hizb ut-Tahrir
Hizb ut-Tahrir (arap. حزب التحرير, doslovno „Stranka oslobođenja”) je međunarodna panislamistička i sunitska islamistička organizacija osnovana 1953, koja opisuje svoju ideologiju kao islam, i njen cilj je ponovno uspostavljanje Islamskog kalifata radi nastavka islamskog načina života u muslimanskom svetu. Kalifat bi ujedinio muslimansku zajednicu (umu) na osnovu njihove islamske vere i uspostavio šerijat, kako bi onda nosio učenje islama do ostatka sveta. godine u Jeruzalemu. U početku je insistirala prije svega na političkoj borbi, da bi se nakon niza neuspješnih iskustava na tom polju sve češće okretala militantizmu.

## Osnivač
Osnivač pokreta ili stranke je Takijudin al-Nabhani (1909–1979). Al-Nabhani se rodio u Haifi u Palestini gde je stekao i svoje osnovno obrazovanje. Kasnije školovanje nastavio je u Dar al-Ulumu na kairskom Univerzitetu Al-Azhar. Po završetku studija vratio se u Palestinu gde je neko vreme radio kao učitelj, a kasnije kao sudija u više palestinskih gradova. Nakon osnivanja države Izrael kao i veliki broj njegovih sugrađana biva proteran u susedni Liban (1948). Kasnije je radio kao profesor na Fakultetu islamskih nauka u Amanu gde je 1953. godine osnovao Hizb ut-Tahrir. Nakon što je postavio temelje pokretu Takijudin al-Nabhani se u potpunosti posvetio širenju ideja pokreta i jačanju njegovog članstva. Delovao je ne samo u Jordanu već i susednoj Siriji i Libanu. Umro je u Libanu 1979. gde je i sahranjen. Nakon smrti osnivača vodeću ulogu u stranci uzima Abdul-Kadim Zalum, takođe rođeni Palestinac iz Hebrona (arap. al-Halil). Zalum je široj javnosti poznat po svoj knjizi Ovako je srušen kalifat, koja se smatra ideološkim pamfletom pokreta.

## Učenje
Pripadnici Hizb ut-Tahrira za sebe tvrde da su samo jedna od islamističkih grupa, te da ne izlaze iz okvira sunitskog učenja. Prvobitni cilj za koji se zalažu jeste osnivanje islamske države u nekoj od arapskih država koja će biti osnova za ujedinjenje svih muslimanskih zemalja. Ovo je podrazumevalo da niti jedna država današnjice ne zaslužuje da nosi prefiks „islamska” i da niti jedno muslimansko društvo nije islamsko. Ideološko vodstvo je trebalo da uloži mnogo truda kako bi se članstvo uverilo u ovako radikalne postavke. Upravo zato je prva tačka u metodologiji pokreta bila i ostala: ideološko pripremanje pojedinca, zatim grupe (odnosno čitave zajednice) za prihvaćanje njihove vizije islamizacije društva. Tek nakon okupljanja „kritične mase” ideološki potkovanih i odlučnih pojedinaca prelazi se na preuzimanje vlasti.
Za sprovođenje ovog plana u stvarnost ideolozi pokreta su napravili operativni plan prema kome su na vlast trebali doći za trinaest godina. Nije slučajno da su odredili broj od trinaest godina, jer je trinaest godina Muhamed proveo u Meki pripremajući muslimansku zajednicu za osnivanje islamske države u Medini. Kada se uspostava islamske države nije desila u predviđenom roku, izmenili su plan dajući sebi dodatnih trideset godina za preuzimanje jedne od arapskih država. Insistiranje na tome da zemlja oko koje će se okupiti ostale muslimanske zemlje treba biti arapska je, prema mišljenju velikog broja analitičara, posledica je nacionalističkih tendencija pod kojima se pokret našao u prvim godinama svog osnivanja. Ideje arapskog nacionalizma su, preko osnivača Hizb ut-Tahrira koji je u ranim 1950-im bio jedan od zagovornika tada aktualnog arapskog nacionalnog buđenja, definirale ideološku pozadinu pokreta. Nacionalistički stavovi Takijudina al-Nabhanija se mogu jasno videti u njegovoj knjizi Poruka Arapa koju je izdao 1950. odnosno tri godine pre osnivanja stranke. Glavne prepreke za neuspostavljanje islamske države u predviđenom roku al-Nabhani je sumirao u par tačaka i time je definisao prioritetne probleme koje pokret mora rešiti:
- neislamske ideologije koje se šire u muslimanskim zajednicama
- obrazovni sistemi koje su uspostavili kolonizatori i koji baštine neislamsku tradiciju
- razvoj određenih kulturno-umetničkih disciplina (suprotstavljanje filmu, pozorištu i muzici koji po samoj njihovoj prirodi, nezavisno od sadržaja, smatraju neislamskim)
- konstatacija da muslimanska društva današnjice ne žive u skladu sa islamskim učenjem
- demokratizacija muslimanskih društava (prema njihovom mišljenju demokratija i islam su dva isključiva pojma)

Borba protiv ovih i sličnih problema je postala okosnica delovanja pokreta.
Druga ključna odrednica, pored arapskog nacionalizma, koja je odredila ideološki profil Hizb ut-Tahrira preko njenog osnivača jeste pripadnost al-Nabhanija pokretu Muslimanskog bratstva. Naime, al-Nabhani je duži niz godina bio član jordanskog ogranka ovog pokreta. Bio je redovan gost na svim njihovim skupovima, držeći prigodne govore na svim simpozijima i seminarima. U svojim predavanjima je često citirao tvrdnje ili prerađivao ideje Sajida Kutba. Međutim, nakon što je na jednom od svojih predavanja u Jerusalimu kritikovao, ono što je on smatrao, preteranim insistiranjem dela Muslimanske braće na promoviranju moralnih vrednosti na račun drugih vidova islamističkog aktivizma, al-Nabhani je ušao u žučnu raspravu sa pripadnicima Muslimanskog bratstva nakon čega je počeo da izdaje vlastite proglase. Kako bi dodatno argumentirao takvu kritiku napisao je knjigu Al-Takattul al-Hizbi („Struktura stranke”).
Njegovo odcepljenje od pokreta i osnivanje vlastite stranke imalo je poražavajuće posledice za popularnost Muslimanskog bratstva ne samo u Jordanu već i u svim drugim zemljama Bliskog Istoka gde je delovalo. Nije razlog tome bilo to što je al-Nabhani uspeo da pridobije veći broj simpatizera Muslimanske braće, već što je po prvi put zbunio širi sloj slabije obrazovanih arapskih masa, koji su generalno bili osnovna glasačka mašinerija Bratstva. Osnovna argumentacija članova Muslimanske braće kojom su nastupali pred sve izbore bila je do srži pojednostavljena: mi predstavljamo „islamsku” opciju, a svi ostali „neislamsku”. U nedostatku prosvetljene građanske mase i institucija civilnog društva ovo je bila više nego prihvatljiva argumentacija koja je redovno davala dobre rezultate. Međutim, pojavom Hizb ut-Tahrira stvari su se zakomplikovale, jer odtad su postojale dve islamske opcije. Podrška Muslimanskoj braći je ubrzano opadala, a popularnost Hizb ut-Tahrira se povećavala.
Ideolozi Muslimanske braće su u više navrata pokušali razuvere al-Nabhanija tražeći od njega da se ponovo vrati u okvire pokreta. Međutim, svi pokušaji su bili bezuspešni, jer je on bio odlučan da istraje na svojoj verziji islamizacije društva. U više navrata i sam Sajid Kutb je vodio rasprave sa al-Nabhanijem s istim ciljem. Ni to nije dalo rezultate. U skoro svim osvrtima na Hizb ut-Tahrir koje je izdao pokret Muslimanske braće navodi se jedan takav susret između Kutba i al-Nabhanija u Jerusalimu 1953. na kraju kojeg je ovaj prvi izreko svoje kasnije često citirano mišljenje o tahrirovcima: „Pustite ih! Oni će završiti tamo gde su Muslimanska braća počela”.

## Terorizam
Hizb ut-Tahrir se vodi kao teroristička organizacija u Rusiji i Kirgistanu, a u Nemačkoj je zabranjen.

## Literatura
- Mahmoud, Sheikh Ahmad (1995). The Da'wah to Islam. Khilafah.com. Приступљено 19. 3. 2014.[мртва веза]
- Draft Constitution of the Khilafah State. 2013. Приступљено 23. 2. 2016.[мртва веза]
- Roy, Olivier (2002). Globalized Islam: The Search for a New Ummah. London: C. Hurst & Co. ISBN 9781850655985. OCLC 49238887.
- Abdul Qadeem Zallum (2000). How the Khilafah was Destroyed (PDF). London: Al-Khilafa Publications. Архивирано из оригинала (PDF) 15. 3. 2016. г. Приступљено 12. 2. 2016.
- Ahmed, Houriya; Stuart, Hannah (2009). HIZB UT-TAHRIR IDEOLOGY AND STRATEGY (PDF). Henry Jackson Society. Приступљено 28. 1. 2016.
- Zeyno Baran, ур. (septembar 2004). The Challenge of Hizb ut-Tahrir: Deciphering and Combating Radical Islamist Ideology. CONFERENCE REPORT (PDF). The Nixon Center.
- Baran, Zeyno (decembar 2004). „Hizb ut-Tahrir: Islam's Political Insurgency” (PDF). Nixon Center. Архивирано из оригинала (PDF) 10. 12. 2015. г. Приступљено 30. 3. 2016.
- Gross, Ariela (2012). Reaching wa'y. Mobilization and Recruitment in Hizb al-Tahrir al-Islami. A Case Study conducted in Beirut. Berlin: Klaus Schwarz. ISBN 978-3-87997-405-4.
- Hamid, Sadek (2007). „Islamic Political Radicalism in Britain: the case of Hizb-ut-Tahrir”.  Ур.: Tahir Abbas. Islamic Political Radicalism: A European Perspective. Edinburgh: Edinburgh University Press. стр. 145—59. ISBN 978-0-74863-086-8.
- Hizb ut-Tahrir (1997). Dangerous Concepts, to Attack Islam and Consolidate the Western Culture (PDF). Архивирано из оригинала (PDF) 15. 3. 2016. г. Приступљено 10. 2. 2016.
- Hizb ut-Tahrir (februar 2011). The Draft Constitution of the Khilafah State (PDF). Khilafah. Приступљено 15. 2. 2016.
- Hizb ut-Tahrir (2005). The Institutions of State in the Khilafah: In Ruling and Administration (PDF). London:: Hizb ut-Tahrir. Архивирано из оригинала (PDF) 22. 10. 2016. г. Приступљено 12. 2. 2016.
- Hizb ut-Tahrir Britain (29. 3. 2010). „Hizb ut-Tahrir Media Information Pack”. slideshare.net. Архивирано из оригинала 09. 06. 2016. г. Приступљено 17. 3. 2016.
- Kadri, Sadakat (2012). Heaven on Earth: A Journey Through Shari'a Law from the Deserts of Ancient Arabia ... Macmillan. ISBN 9780099523277.
- Karagiannis, Emmanuel (2010). Political Islam in Central Asia: The Challenge of Hizb Ut-Tahrir. Routledge. ISBN 9781135239428. Приступљено 14. 1. 2016.
- Karagiannis, Emmanuel; McCauley, Clark (2006). „Hizb ut-Tahrir al-Islami: Evaluating the Threat Posed by a Radical Islamic Group That Remains Nonviolent”. Terrorism and Political Violence. 18 (2): 315—334. doi:10.1080/09546550600570168. Приступљено 28. 1. 2016.
- Hizb ut-Tahrir (2010). The American Campaign to Suppress Islam (PDF). Приступљено 10. 2. 2016.
- an-Nabhani, Taqiuddin (1997). The Economic System of Islam (PDF) (4th изд.). London: Al-Khilafah Publications. Архивирано из оригинала (PDF) 15. 3. 2016. г. Приступљено 4. 2. 2016.
- an-Nabhani, Taqiuddin (2002). Concepts of Hizb ut-Tahrir (Mafahim Hizb ut-Tahrir) (PDF). London: Al-Khilafah Publications. Приступљено 23. 3. 2016.[мртва веза]
- an-Nabhani, Taqiuddin (1998). The Islamic State (PDF). London: De-Luxe Printers. ISBN 978-1-89957-400-1. Архивирано из оригинала (PDF) 06. 12. 2018. г. Приступљено 27. 12. 2018.
- an-Nabhani, Taqiuddin (2002). The System of Islam, (Nidham ul Islam) (PDF). Al-Khilafa Publications. Архивирано из оригинала (PDF) 13. 09. 2022. г. Приступљено 15. 1. 2016.
- Taji-Farouki, Suha (1996). A Fundamental Quest: Hizb al-Tahrir and the Search for the Islamic Caliphate. London: Grey Seal. ISBN 978-1-85640-039-8. Приступљено 18. 2. 2016.
- Valentine, S. R. (13. 5. 2010). „Monitoring Islamic Militancy: Hizb-ut-Tahrir: "The Party of Liberation"”. Policing: A Journal of Policy and Practice. 4 (4): 411—420. doi:10.1093/police/paq015.
- Valentine, Simon Ross (12. 2. 2010). „Fighting Kufr and the American Raj: Hizb-ut-Tahrir in  Pakistan” (PDF). Brief Number 56. Pakistan Security Research Unit (PSRU) at the University of Bradford. Приступљено 19. 3. 2014.
- Valentine, S. R. (decembar 2009). „Hizb-ut-Tahrir in Pakistan”. American Chronicle.
- Whine, Michael (4. 8. 2006). „Is Hizb ut-Tahrir Changing Strategy or Tactics?” (PDF). Thecst.org.uk. Архивирано из оригинала (PDF) 25. 05. 2013. г. Приступљено 18. 3. 2015.

## Spoljašnje veze
- Službene stranice Hizb ut-Tahrira